# 費利佩 (1989年)
費利佩·奧古斯托·德阿爾梅達·蒙泰羅（葡萄牙語：Felipe Augusto de Almeida Monteiro；1989年5月16日—），简称费利佩（葡萄牙語：Felipe），已退役巴西職業足球員，司職中後衛，曾效力英超球會諾丁漢森林。

## 俱樂部生涯
费利佩14岁的时候曾经在科林蒂安试训过2个星期，但是最终未能留下，随后他又来到葡萄牙人足球俱乐部，但是又被球队拒绝。16岁时，他加盟了一支业余球队ADC Valtra，几年后他来到了职业俱乐部马吉联（União Mogi），2011年终于被乙级球队布拉甘蒂诺看中，来到了真正的职业联赛之中。
2012年，他被科林蒂安相中，来到了这支巴西著名俱乐部，在这里的5年，费利佩成长为俱乐部的核心，也成为球队的队长，波尔图在观察了他半个赛季之后，终于决定将他签下。
波尔图宣布与科林蒂安中卫费利佩签下5年合同，解约金5000万欧元。
2019年7月3日，马德里竞技官方宣布，正式与巴西后卫费利佩签约3年，马德里竞技支付2000万欧元将他带走，他也是今夏的第一笔引援。2020-2021年賽季，馬體會事隔7年再次奪得了西甲聯賽冠軍，费利佩是重要一員。

## 國家隊生涯
2018年9月11日，在美国联邦快递球场5-0战胜萨尔瓦多的友谊赛中，他首次为巴西国家队出场。

## 榮譽

### 球會
哥連泰斯
- 巴西足球甲級聯賽冠軍：2015
- 南美优胜者杯冠军：2013–14賽季
- 南美自由盃冠軍：2012
- 聖保羅州聯賽冠軍：2013
- 世界冠軍球會盃冠軍：2012

 波圖
- 葡萄牙足球超级联赛冠軍：2017–18賽季
- 葡萄牙超級盃冠军：2018–19賽季

 馬德里競技
- 西班牙足球甲级联赛冠軍：2020–21[4]

### 國家隊
巴西
- 美洲國家盃冠军：2019年